# Leer (Sudan Południowy)
Leer – miasto i dystrykt w Sudanie Południowym, stolica stanu Południowe Liech. Miasto liczy 8 918 mieszkańców (2010). Ośrodek przemysłowy.